# Пік-де-Сенж
Пік-де-Сенж або Мавпяча гора — гора на півночі Алжиру (на північний захід від м. Беджая).

## Екологія
Вершина є оселищем  макаки лісової (Macaca sylvanus), що на даний момент є під загрозою зникнення. Цей вид приматів колись мав набагато більш широке поширення, ніж в даний час.